# GTO (linh kiện bán dẫn)
GTO (gate turn-off thyristor) là một phần tử bán dẫn có 4 lớp bán dẫn PNPN như SCR.
Tuy có ký hiệu khác với SCR và SCS nhưng các tính chất thì tương tự. Sự khác biệt cơ bản cũng là sự tiến bộ của GTO so với SCR hoặc SCS là có thể mở hoặc tắt GTO chỉ bằng một cổng (mở GTO bằng cách đưa xung dương vào cực cổng và tắt GTO bằng cách đưa xung âm vào cực cổng).
- So với SCR, GTO cần dòng điện kích lớn hơn (thường hàng trăm mA)
AKR2VAA=+200V+VoR1VRC1VRHình 22AKG
- Một tính chất quan trọng nữa của GTO là tính chuyển mạch. Thới gian mở của GTO cũng giống như SCR (khoảng 1s), nhưng thời gian tắt (thời gian chuyển từ trạng thái dẫn điện sang trạng thái ngưng dẫn) thì nhỏ hơn SCR rất nhiều (khoảng 1s ở GTO và từ 5s đến 30s ở SCR). Do đó GTO dùng như một linh kiệncó chuyển mạch nhanh. GTO thường được dùng rất phổ biến trong các mạch đếm, mạch tạo xung, mạch điều hoà điện thế…